# Тихорський Микола
Микола Тихорський (нар.між 1806 —1810, на Поділлі — †4 лютого 1871, Петербург) — поет, прозаїк.
Микола Тихорський народився у родині незаможних дворян. Закінчив приватний заклад, після якого служив канцеляристом спершу у Слободсько-українському повітовому правлінні, а потім — у різних департаментах Петербургу. Там від познайомився із С. Бурачком, Є. Гребінкою, Я. Кухаренком.
Перші вірші — 1831 рік. Автор низки повістей та оповідань російською мовою на різну тематику: фантастичні («Чорна кімната»), казкові («Доля», «Вирлоок»). Діалоги писав українською, а також видав кілька віршів та статей.